# Вирц, Гюнтер Вильгельмович
Гюнтер Вильгельмович Вирц (Günter Wirths) (1911—2005) — немецкий и российский химик-ядерщик, лауреат Сталинской премии второй степени (1949).

## Биография
Родился в Берлине 1 июня 1911 года. Окончил Университет Гумбольдта и получил докторскую степень по химии в Университете Фрайбурга. Его диссертация, написанная под руководством Вальтера Ноддака, содержала фундаментальные исследования по изучению сложности расплавленных солей.
Вместе с Николаусом Рилем работал в компании Auergesellschaft по извлечению радия из урановых отходов, а с 1939 года — над получением оксида урана и металлического урана на заводе в Ораниенбурге по заказу военного ведомства.
В июне 1945 года вошёл в состав группы немецких учёных, которых командированные в Германию Георгий Флёров и Лев Арцимович отобрали для работы в Советском Союзе. Вся лаборатория Риля была демонтирована и перевезена в СССР, её сотрудники вместе с семьями были доставлены самолетом в Москву 9 июля 1945 года.
В 1945 — 1950 годы Гюнтер Вирц под руководством Риля работал над производством урана на заводе № 12 в Электростали. 
В 1950—1955 годы находился «на карантине»: в этот период его работа не была связана с советским ядерным проектом.
В 1955 году был отпущен в ГДР, через Западный Берлин перебрался в ФРГ и устроился на работу в компанию Degussa специалистом по производству реакторного урана.
Умер в Эссене 26 января 2005 года.

## Признание
- Сталинская премия второй степени (1949) — за разработку и внедрение технологии производства чистого металлического урана
- орден трудового Красного Знамени (1949)